# Saitama Super Arena
Die Saitama Super Arena (jap. さいたまスーパーアリーナ, Saitama Sūpā Arīna) ist eine Multifunktionshalle im Stadtbezirk Chūō-ku der japanischen Stadt Saitama, Präfektur Saitama. Die Arena wird für verschiedene Veranstaltungen wie Sport und Konzerte genutzt.

## Geschichte
Die Arena wurde 2000 eröffnet und ist 66 Meter hoch. Sie bietet Platz für bis zu 37.000 Zuschauer, kann jedoch verkleinert werden. Für die technische Konstruktion, die es erlaubt, die Hallenflächen und Publikumsbereiche innerhalb von Stunden komplett neu zu strukturieren, gewann sie den Business Week/Architectural Record Award. Im Gebäude befand sich von Oktober 2000 bis zum 30. September 2010 ein John-Lennon-Museum.
Als am 19. März 2011 nach dem Tsunami des Tōhoku-Erdbebens sowie der Nuklearkatastrophe von Fukushima die Bevölkerung der Stadt Futaba umgesiedelt werden musste, kam diese bis 30. März in der Arena unter.

## Gastgeber für internationale Sportereignisse
- 2000 fand ein NHL-Eishockeyspiel zwischen den Nashville Predators und den Pittsburgh Penguins statt.
- 2003 fanden zwei NBA-Basketballspiele zwischen den Seattle SuperSonics und den Los Angeles Clippers statt.
- 2006 fanden die Finalspiele der Basketball-Weltmeisterschaft hier statt.
- 2014 fanden die Eiskunstlauf-Weltmeisterschaften hier statt.
- 2019 fanden die Eiskunstlauf-Weltmeisterschaften hier statt.
- 2021 fanden in der Arena Basketballspiele der Olympischen Sommerspiele 2020 statt.
- 2022 fand hier die Weltmeisterschaft des Boxens im Mittelgewicht (WBA, IBF, IBO) zwischen Golovkin und Murata statt.
- 2023 fanden die Eiskunstlauf-Weltmeisterschaften hier statt.

## Gastgeber für nationale Sportereignisse
- 2007 fanden die Finalspiele der japanischen Highschool-Meisterschaften im Volleyball dort statt.